# Squier Showmaster
The Squier Showmaster — электрогитара, производимая компанией Squier, являющаяся бюджетной копией Fender Showmaster.

## История
В начале 2000-х компания Squier вновь начала заниматься тем, чем, по их более позднему признанию, следовало бы заняться другим компаниям по выпуску музыкального оборудования. А именно, было выпущено несколько электрогитар, предназначенных для более агрессивных стилей игры. Гитары серии The Squier Showmaster, подобно выпускаемым в 80-е годы гитарам серии HM (Heavy Metal), являлись инструментами без панели-накладки, с жестким тремоло без зажима, несколькими конфигурациями звукоснимателей, фурнитурой чёрного цвета и перевернутой головой грифа.
Сверхнизкий строй, обеспечиваемый семиструнными электрогитарами, соответствовал музыкальным вкусам того времени, поэтому компания Squier выпустила также семиструнную гитару Showmaster. Впрочем, выпуск продолжался очень короткое время, и сама модель оказалась недолговечной.

## Выпускаемые модели
Серия Showmaster кроме обычных модификаций гитар содержит специальные модели, включая подписную гитару Jason Ellis Signature.

### HH Skull & Crossbones
На чёрном корпусе гитары HH Skull & Crossbones изображены череп и скрещённые кости.
У этого инструмента асимметричная липовая дека с острыми «рогами», привинченный гриф из клёна с палисандровой накладкой, 24 лада, инкрустация в виде «точек», перевернутая голова грифа, два звукоснимателя (сингл и хамбакер Duncan Design) с 5-позиционным переключателем, тремоло Floyd Rose.
Модель выпускалась с 2003 по 2005 годы.

### Jason Ellis Signature
Специально для Джейсона Эллиса, австралийского скейтбордиста и актёра, была выпущена модель Jason Ellis Showmaster. 
У этой гитары асимметричная липовая дека с острыми «рогами», привинченный гриф из клёна с палисандровой накладкой, 24 лада, инкрустация в виде черепа и скрещённых костей, перевернутая голова грифа, два хамбакера с 5-позиционным переключателем, тремоло Floyd Rose. 
Гитара доступна в двух цветах: красный металлик и чёрный металлик. На корпус нанесён специально сделанный рисунок.
Модель выпускалась с 2002 по 2005 годы.

### Rally Stripe
Гитары Rally Stripe раскрашены подобно раллийным автомобилям: вдоль корпуса гитары в продолжение грифа нанесены две цветные полосы. Существует два варианта раскраски: красные полосы на чёрном корпусе, а также чёрные полосы на серебристом корпусе.
У этой гитары асимметричная агатисовая дека с острыми «рогами», привинченный гриф из клёна с палисандровой накладкой, 24 лада, инкрустация в виде «точек», симметричное расположение колков (по три на каждой стороне), два хамбакера с 3-позиционным переключателем, фиксированный бридж. 
Модель выпускалась с 2003 по 2005 годы.